# 마가리카네역
마가리카네역(일본어: 勾金駅)은 일본 후쿠오카현 다가와군 가와라정에 위치한 헤이세이 지쿠호 철도 다가와 선의 철도역이다. 상대식 승강장 2면 2선의 구조를 갖춘 지상역이다.

## 타는 곳
| 역사 측 | ■ 다가와 선 | 하행 | 다가와이타 · 가나다 · 노가타 방면 |
| 반대 측 | ■ 다가와 선 | 상행 | 사이가와 · 도요쓰 · 유쿠하시 방면 |

## 역 주변
- 후쿠오카 현도 52호 야메카와라 선
- 후쿠오카 현도 204호 다가와사이가와 선

## 역사
- 1885년 8월 15일 : 관설 철도의 가와라역(초대)으로서 개업. 여객 · 화물 영업 개시.
- 1899년 1월 25일 : 당 역 - 나쓰요시 역 구간의 지선 개업.
- 1901년 9월 3일 : 규슈 철도가 호슈 철도를 합병.
- 1905년 3월 1일 : 당 역 - 나쓰요시 역 구간의 여객 영업 폐지.
- 1907년 7월 1일 : 규슈 철도의 국유화에 의해 일본국유철도의 역이 됨.
- 1909년 10월 12일 : 선로 명칭 제정, 당 역을 지나는 노선을 다가와 선으로 명명.
- 1943년 5월 1일 : 마가리카네역으로 개칭. 더욱이 구 · 고쿠라 철도의 가미카와라 역이 2대째 가와라역으로 개칭됨.
- 1973년 4월 1일 : 당 역 - 나쓰요시 역 구간의 화물 지선 폐지.
- 1980년 10월 1일 : 화물 취급 범위를, 전용선 발착의 차급화물 만으로 축소.
- 1984년 2월 1일 : 하물 취급을 폐지.
- 1987년 4월 1일 : 일본국유철도 분할 민영화에 의해, 규슈 여객철도 · 일본화물철도가 승계.
- 1989년 10월 1일 : JR 규슈로부터 헤이세이 지쿠호 철도로 전환, 동시에 헤이세이 지쿠호 철도 다가와 선의 역이 됨. JR 화물 마가리카네 역은 폐지.
- 2009년 4월 1일 : 네이밍 라이트에 의해 '다가와 고교 앞'의 애칭이 붙음.

## 인접 역
| 헤이세이 지쿠호 철도 ■ 다가와 선 | 헤이세이 지쿠호 철도 ■ 다가와 선 | 헤이세이 지쿠호 철도 ■ 다가와 선 |
| -------------------------------- | -------------------------------- | -------------------------------- |
| 가키시타온센구치 유쿠하시 방면   | ■ 다가와 선                      | 가미이타 다가와이타 방면         |